# Theodor Cornel
Theodor Cornel este pseudonimul literar al lui Toma Dumitriu (n. 1874, București – d. 20 februarie 1911, București) a fost un prozator, critic de artă și ziarist român.

## Biografie
Theodor Cornel și-a definitivat educația școlară la București. A debutat cu proză în Lumea nouă literară și științifică din anul 1896. A plecat la Paris în anul 1897. Aici a rămas timp de unsprezece ani și a activat în publicistică. A fost redactor la cotidianul La Roumanie. Împreună cu Stan Golestan și cu Fernand Brulin au editat Revue Franco-Roumaine. A folosit de-a lungul activității sale editoriale și pseudonimele Parize, Le Petit Roumain, și Tristis. A mai colaborat cu La Revue blanche și Le Courier europeen În România a activat în periodicele Adevărul, Voința Națională, Evenimentul, Literatură și artă română și altele, cu poeme în proză, cronici dramatice, cronici de artă, schițe, note de călătorie, Scrisori din Paris, etc.
A trăit viața plină de efervescență a boemei pariziene unde a cunoscut tendințele moderniste ale epocii. În timpul șederii în capitala Franței a scris studiul La Roumanie litteraire d’aujord’hui din anul 1903. Prin ce a scris, a relevat evoluția ezitantă a fenomenului literar din România de la sfârșitul secolului al XIX-lea.
Revenit în București, a publicat două volume de poeme în proză intitulate Mentalia (1908) și Cântări pentru inimă (1910). Ambele volume au generat reacții puternice în critica literară a timpului. În perioada 1909-1914 a publicat un dicționar biografic, Figuri contimporane din România în trei volume.
Theodor Cornel a fost un comentator plin de vervă a actualității franțuzești din acele vremuri. A fost și un critic de artă deschis modernității, fapt relevat de conținutul din Scrisori din Paris. A fost remarcat și foarte apreciat de Gheorghe Petrașcu, Cincinat Pavelescu, Ion Minulescu, Jean Alexandru Steriadi, Tudor Arghezi și N. D. Cocea .

## Opera
- La Roumanie litteraire d’aujourd’hui, Paris, 1903;
- Mentalia, București, 1908;
- Figuri contimporane din România, (în colaborare), I-III, București, 1909-1914;
- Cântări pentru inimă..., București, 1910.